# 野溝七生子
野溝 七生子（のみぞ なおこ、1897年〈明治30年〉1月2日 - 1987年〈昭和62年〉2月12日）は、日本の小説家・比較文学者。兵庫県姫路市出身。

## 略歴
父の野溝甚四郎は陸軍軍人で、父の赴任先である姫路にて1897年に生まれ、鳥取・金沢・丸亀・大分などで育つ。
香川県立丸亀高等女学校、大分県立大分高等女学校を経て同志社女学校英文科専門部予科に入学。在学中、辻潤・宮島資夫と知合う。彼らは野溝をゲアハルト・ハウプトマンの『沈鐘』（泉鏡花『夜叉ヶ池』の元ネタと言われる）のラウテンデラインに因んで「ラウ」と呼んだ。卒業後、東洋大学専門学部文化学科で西洋哲学を学ぶ。

## 年譜
- 1923年『山梔』（くちなし）を「福岡日日新聞」懸賞小説に応募。
- 1924年、東洋大学専門学部文化学科の第1回生として卒業。1年間、研究生としてドイツ文学を学ぶ。島崎藤村・田山花袋・徳田秋声の選で『山梔』が「福岡日日新聞」懸賞小説特選となり、同紙に連載[2]。独逸語専修科中退[1]。
- 1925年「信濃毎日新聞」に『暖炉』連載。菊池寛・久米正雄が『眉輪』を映画原案懸賞第一席に推すも、古代皇室を題材としたものだったため発表されず。
- 1926年 『山梔』春秋社刊[1]。北原白秋・宇野浩二に推賞される。白秋に見こまれて「近代風景」誌に参加。
- 1927年、在任中のフランス空軍将校ピエール・ドフルノーと熱烈な恋に落ちる。歌人・編集者の鎌田敬止(1893-1980)と知合い、のち同居。ドフルノーとの恋愛手記は『アルスのノート──昭和二年早春』で没後刊行された。神近市子が『山梔』について新聞に記事を書く。
- 1928年、長谷川時雨の「女人芸術」に参加[1]。
- 1930年『女獣心理』が「都新聞」懸賞小説に入賞。翌年から同紙に『女獣心理』を連載。挿画は木村荘八。
- 1933年、花田清輝と知合う。
- 1940年『女獣心理──新和壘の手記』八雲書林刊（1947年に風樹書院で、1951年に『女獣心理──新和壘の手記によるレダと沙子との物語』角川文庫（解説はドイツ文学者の手塚富雄）で再刊）。
- 1942年 紅露独逸語学校初等科卒業[1]。
- 1946年 「藝苑」に発表した随筆「阿兄何必涙潜々」がGHQにより発禁となる。短篇集『南天屋敷』角川書店刊[1]。
- 1948年短篇集『月影』青磁社刊[1]。
- 1951年 成瀬正勝の依頼で東洋大学文学部国文学科専任講師（のち教授、また同大アジア・アフリカ文化研究所研究員や同大短大講師を兼任）として近代文学を講じる。比較文学者として古事記、森鷗外とヨーロッパ文学（ゲーテ、クライスト、ハウフ、ヘッベル、ビョルンソン、フローベール、聖書）との関係を研究。講演を行い、シンポジウムにも参加[1]。
- 1955年『憂愁の市』を「白山春秋」に連載（未完・未刊）。このころから新橋第一ホテルで生活。
- 1965年『森鷗外訳「フアウスト」註解』を開始。
- 1967年 東洋大を定年退職。アジア・アフリカ文化研究所研究員職は継続[1]。
- 1969-72年 鹿児島・伊集院町の南日本短期大学の国文科教授となる。この年から三年間、毎年訪欧。
- 1978年 同人誌「文學城」創刊[1]。「阿兄何必涙潜々」を再録、新作を発表。
- 1980年 短篇集『ヌマ叔母さん』深夜叢書社刊。新川和江の詩集『水へのオード16』に野溝の名が現れる。
- 同年5月19日[3]、鎌田敬止が自殺[4]。
- 1981年『眉輪』決定稿完成。『森鷗外訳フアウスト』刊。
- 1982年 瀬戸内晴美が連載中の大杉栄伝『諧調は偽りなり』で野溝および辻潤について事実誤認。野溝と瀬戸内は新橋第一ホテルで面談、一応の和解が成立、瀬戸内は誤認を表明し連載を継続。竹田市名誉市民[1]。
- 1983年 西多摩郡瑞穂町・仁友病院に入所。同年冬に『野溝七生子作品集』が刊
- 1985年 姪・林礼子『希臘の独り子──私にとっての野溝七生子』刊。林は芥川賞作家小谷剛主宰の「作家」に参加していた。
- 1986年 久世光彦が連載エッセイ『君よ知るや南の国』で『山梔』を取上げる。
- 1987年 急性心不全により仁友病院で死去[1]。享年90。戒名は麗峯院文藻美妙芳薫大姉[5]。

## 新版刊行
- 『野溝七生子作品集』立風書房、1983年 - 『山梔』『女獣心理』『南天屋敷』『月影』『ヌマ叔母さん』
解説は友人の姪で交友のあった矢川澄子、栞には種村季弘・鶴見俊輔・森銑三・橋本真理が寄稿。
- 『暖炉──野溝七生子短篇全集』展望社、2002年 - 3冊の短篇集、および単行本未収録作品。
- 『眉輪』展望社、2000年
- 『アルスのノート―昭和二年早春』展望社、2000年
- 『山梔』講談社文芸文庫（矢川澄子解説）、2000年／ちくま文庫（矢川澄子・山尾悠子解説）、2023年
- 『女獣心理』講談社文芸文庫（水原紫苑解説）、2001年

## 関連書籍
- 新川和江『水へのオード16──新川和江詩集』花神社
- 林礼子『希臘の独り子──私にとっての野溝七生子』林礼子出版事務局
- 久世光彦『昭和幻燈館』晶文社、のち中公文庫 -「山梔伝説―野溝七生子」
- 矢川澄子『野溝七生子というひと──散けし団欒（あらけしまどい）』晶文社
- 高原英理『少女領域』国書刊行会
- 藤沢全『言語文化の諸相──近代文学』大空社
- 腰原哲朗（詩人）『信州文学の肖像』松本大学出版会